# 史重渊
史重渊，浙江余姚人，明朝政治人物。

## 生平
萬曆元年（1573年）癸酉科浙江鄉試第四十六名举人出身。万历八年，任福建永安县知县，后由傅本智接任。